# 金田一国士
金田一 国士（きんだいち くにお、1883年（明治16年）7月7日 - 1940年（昭和15年）2月11日）は、日本の実業家。大正から昭和にかけて、岩手県の経済界に勢力を占めた金田一財閥を率いた。
旧姓名は矢幅二郎。金田一勝定の養子となり妻は勝定の娘リウ。孫は大映映画で女優として活躍した金田一敦子。

## 生涯
青森県三戸郡三戸町出身。1904年、勝定に見込まれ養子となる。1913年に国士と改名。勝定の死後1921年に盛岡銀行頭取になったのをはじめ金田一財閥を継ぎ、盛岡電気工業、岩手軽便鉄道（現・釜石線）の社長に次いで、盛岡信託会社社長、盛岡貯蓄銀行頭取、その他運輸・交通・電気・ガスなど県内の関係事業35社余りを手掛け、盛岡交話会（盛岡商工会議所の前身）会頭など、岩手県財界の要職を占めた。盛岡運輸・保線事務所（国鉄盛岡鉄道管理局）の誘致、国鉄山田線、釜石線、橋場線（現・田沢湖線）といった県内未成線の建設促進にも尽力した。
また、「花巻に宝塚に匹敵するリゾート地を建設する」として1923年に花巻温泉を開設。1925年には温泉に通じる電鉄路線（盛岡電気工業が建設。のちの花巻電鉄鉄道線）を開通させた。
しかし、こうした拡大路線の一方で盛岡銀行は関係会社への情実融資を行い、大蔵省の検査でそれを指摘されたあともダミー会社を通した迂回融資を続けていた。これに伴う資金の窮迫を補うため、岩手軽便鉄道の国有化を働きかける政界工作にも乗り出していた。その矢先の1931年に青森県の銀行での取り付け騒ぎが拡大して盛岡銀行が倒産、その財を失った。のみならず、預金者からの告訴を受けて背任と業務上横領で起訴され、1934年12月に盛岡地方裁判所で懲役3年の判決を受けた。国士は控訴したが、宮城控訴院の控訴審は1936年4月に懲役2年の判決を下し、大審院は同年12月に上告を棄却、実刑が確定した。1940年、東京市目黒区で死去。享年58（56歳没）。当時の新聞によると中風の療養中であった。

## 人物
国士は三田義正が1921年に原敬の推挙を受けて貴族院議員補欠選挙の出馬挨拶に来た際、「今度の選挙は私も応援するが条件がある、それは金田一系の事業を妨害しないことだ」と横柄な態度を取ったとされる。三田は原（選挙時はすでに暗殺されたあとであった）の知遇に報いるため、国士の発言を黙って承諾した。それまで三田は国士を評価していたが、この一件のあとは「彼は非常に切れ者だが、側近に余程しっかりした人が付いて舵を取らないと誤った方向に行くおそれがある」といった形で批判的に語るようになった。
また、盛岡の資産家である中村治兵衛（7代目、旧名省三で、先代の四男）が率いる岩手銀行（旧）などのグループとは対立し、お互いが傘下の新聞社（金田一系は岩手日報（旧）、中村系は岩手毎日新聞（現在の毎日新聞とは無関係））を使って非難中傷を繰り返した。1925年8月に岩手毎日新聞が掲載した記事をめぐって、国士は自身と盛岡銀行に対する名誉毀損として岩手毎日新聞主筆を告訴、最終的に国士に対する侮辱があったとして科料10円に処すという判決が下った。小川功は、生粋の盛岡出身で慶應義塾大学卒業のエリートであった中村が、三戸出身で「成り上がり」の国士に対して軽蔑意識を持っていたことが、岩手毎日の記事の背景にあったと推定している。両新聞のこうした体質は、1931年の金融機関破綻の際に、系列会社であるために全くそれに関する報道がなされないという事態を招く。これに疑問を抱いた岩手日報社内の有志が後に喧嘩別れする形で社を去り、新たに起こしたのが、現在の岩手日報である。
上記の通り、盛岡銀行での背任・横領容疑で告訴されたが、内務大臣の安達謙蔵が、政敵である原敬に近かった金田一財閥を「徹底的にやってしまえ」と豪語したとも伝えられており、「ときの政治権力にはめられた」とする同情的な見方もあった。国士が死去した際には、新岩手日報（現・岩手日報）に「全岩手の産業開拓者」としてそれを悼む記事が掲載された。
花巻市の花巻温泉には花巻の開発における金田一国士の功績を称えて、1950年（昭和25年）に碑が建てられた。碑には高村光太郎作の詩「金田一国士頌」が、郷土史家で国士の腹心でもあった太田孝太郎（元盛岡銀行常務、元岩手日報（旧）社長）の筆跡によって刻まれており「歳月人を洗ひ 人ほろびざるは大なるかな 人事茫々 ただ遠く後人に貽（のこ）すところのもの その人を語る 開発の雄 今は亡き彼を懐ふこと多時」とある。